# NGC 4351
NGC 4351 је спирална галаксија у сазвежђу Девица која се налази на NGC листи објеката дубоког неба.
Деклинација објекта је + 12° 12' 17" а ректасцензија 12h 24m 1,5s. Привидна величина (магнитуда) објекта NGC 4351 износи 12,2 а фотографска магнитуда 13,0. Налази се на удаљености од 16,8000 милиона парсека од Сунца. NGC 4351 је још познат и под ознакама NGC 4354, UGC 7476, MCG 2-32-24, IRAS 12214+1229, CGCG 70-45, VCC 692, KUG 1221+124, PGC 40306.